# Sant Martí de Biure
Sant Martí de Biure és una església del municipi de Sagàs (Berguedà), en concret a la masia de la Sala de Biure, inclosa en l'Inventari del Patrimoni Arquitectònic de Catalunya.

## Descripció
Església romànica d'una sola nau coberta amb volta de canó i coronada per un elegant absis de planta semicircular i cobert a quart d'esfera. L'absis és de la mateixa amplada que la nau i té una finestra de doble esqueixada, amb un arc de mig punt adovellat. La porta d'entrada al mur de ponent és una senzilla obertura d'arc de mig punt adovellat. En aquest mateix mur hi ha una finestra similar a la de l'absis. L'edifici jo té cap tipus d'ornamentació, amb els murs totalment llisos. L'aparell, molt regular, és de grans blocs de pedra quadrada col·locats a trencapunt. El campanar actual és modern i substitueix l'antic d'espadanya. També és moderna la sagristia adossada a l'església.
La pica beneitera de l'església romànica`presenta les característiques pròpies d'una peça de finals del Romànic que es repeteix formalment durant els primers segles del Gòtic a les zones rurals i pobres de Catalunya. No presenta cap ornamentació i tot el cos és totalment llis. Cal destacar la puresa de les seves formes i el bon treball de la pedra massissa. De forma circular, un petit collarí també circular, separa la pica del peu, també de formes arrodonides i molt massís.

## Història
L'església de Sant Martí de Biure fou consagrada el 13 de desembre de l'any 903 pel bisbe Nantigis de la Seu d'Urgell, a precs del "baró il·lustre" del lloc, Guadamir, i dels habitants d'aquella parròquia "Benevivere". El lloc s'esmenta a l'acta de Consagració de la Seu d'Urgell (839?).
Una part del territori de "Benevivere" pertanyia al monestir de Ripoll, el qual havia adquirit per donació un ampli alou de la vall de Merlès, segons documents dels anys 957 i 989. Aquests documents no especifiquen si l'església de Sant Martí passava a Ripoll o no. L'any 1017 l'església fou donada com a dot al fracassat bisbe de Besalú. L'actual edifici fou consagrat l'any 1044 pel bisbe Guillem Guifré de la seu d'Urgell. Diferents comanadors de l'orde del Temple portaren el cognom de Biure com a residents al castell de Puig-reig, centre de la Comanda Templera dels béns que aquesta orde tenia al Berguedà i a la Cerdanya: Roig de Benviure (1186-1189) i Galceran de Biure (1307). Hom ha suposat que Biure fou residència dels Templers des de la segona meitat del segle xvii fins a l'extinció de l'orde. Al s. XIV, a causa del descens de la població, l'església de Sant Martí fou agregada a la parròquia de Sant Andreu de Sagàs. La capella lateral i la sagristia foren afegides a l'església durant el s. XVIII.
Sembla que abans de l'any 1890 el bisbe de Vic, Josep Morgades i Gili, aleshores administrador apostòlic de Solsona, retirà d'aquesta església una majestat romànica per a guardar-la al Museu Episcopal de Vic. Malgrat aquesta notícia, és difícil reconèixer la peça.
Possiblement, la pica beneitera es tracta d'una obra de finals del s.XIII o de mitjans del s.XIV, difícil de precisar al tractar-se d'una peça molt general i típica també en segles posteriors. Correspon però a l'època medieval, quan l'església era parròquia, fins al s. XV, en què es començà a construir el Santuari de la Guàrdia i la parròquia passà a dependre de l'església de Sant Andreu de Sagàs.

## Galeria d'imatges

Sant Martí de Biure
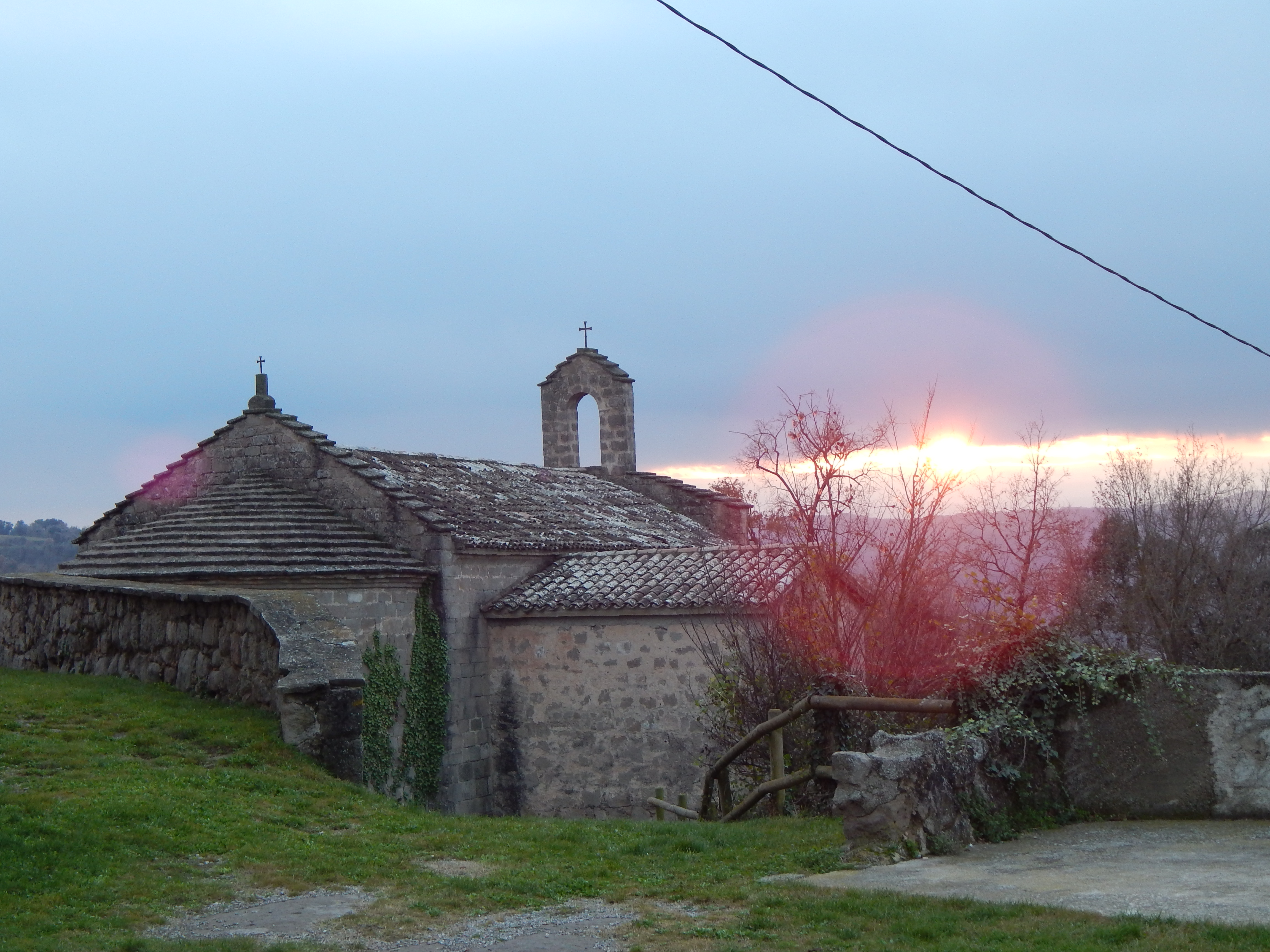
Posta de sol a Sant Martí de Biure
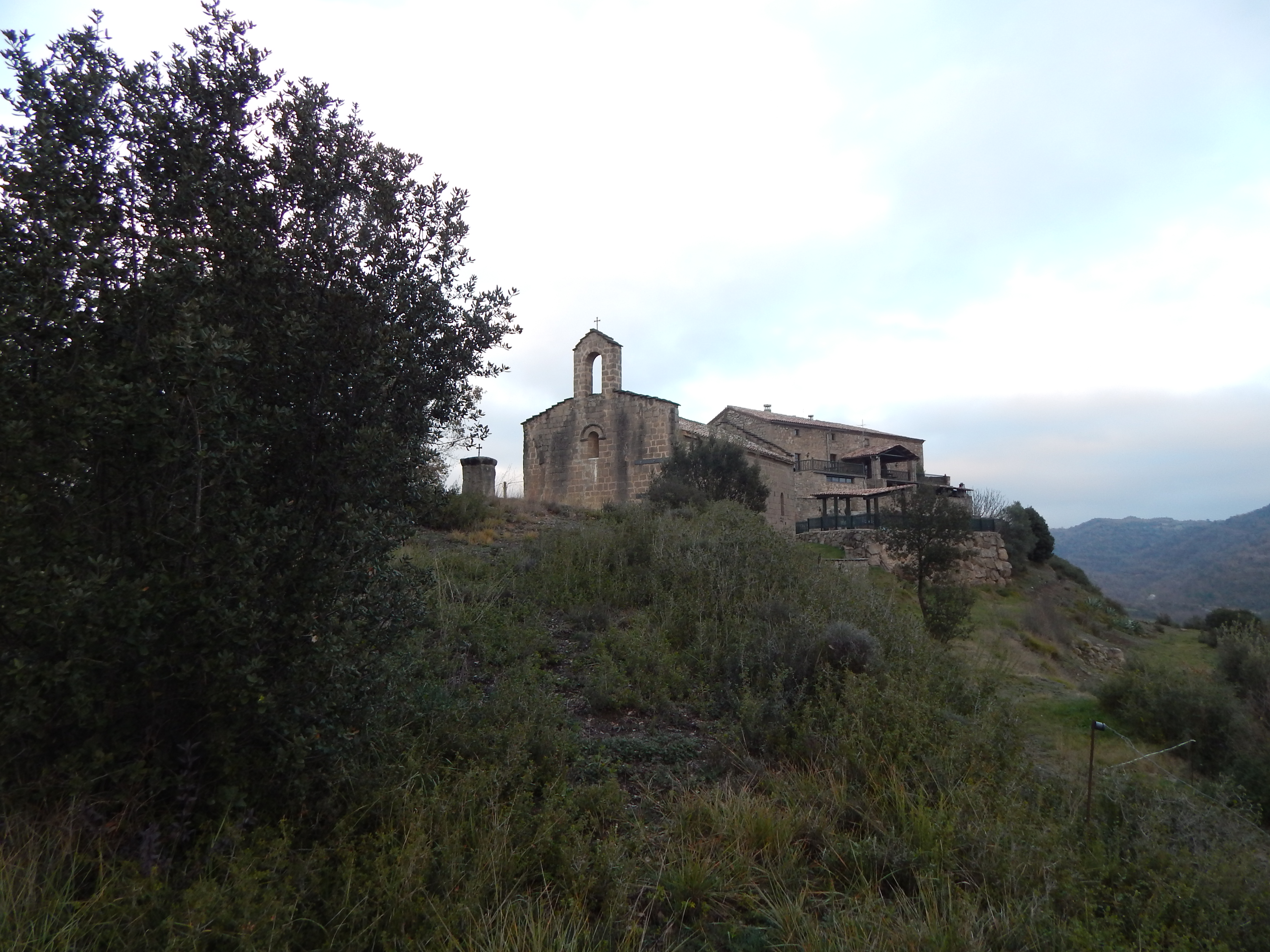
Sant Martí de Biure dalt la serra de Biure
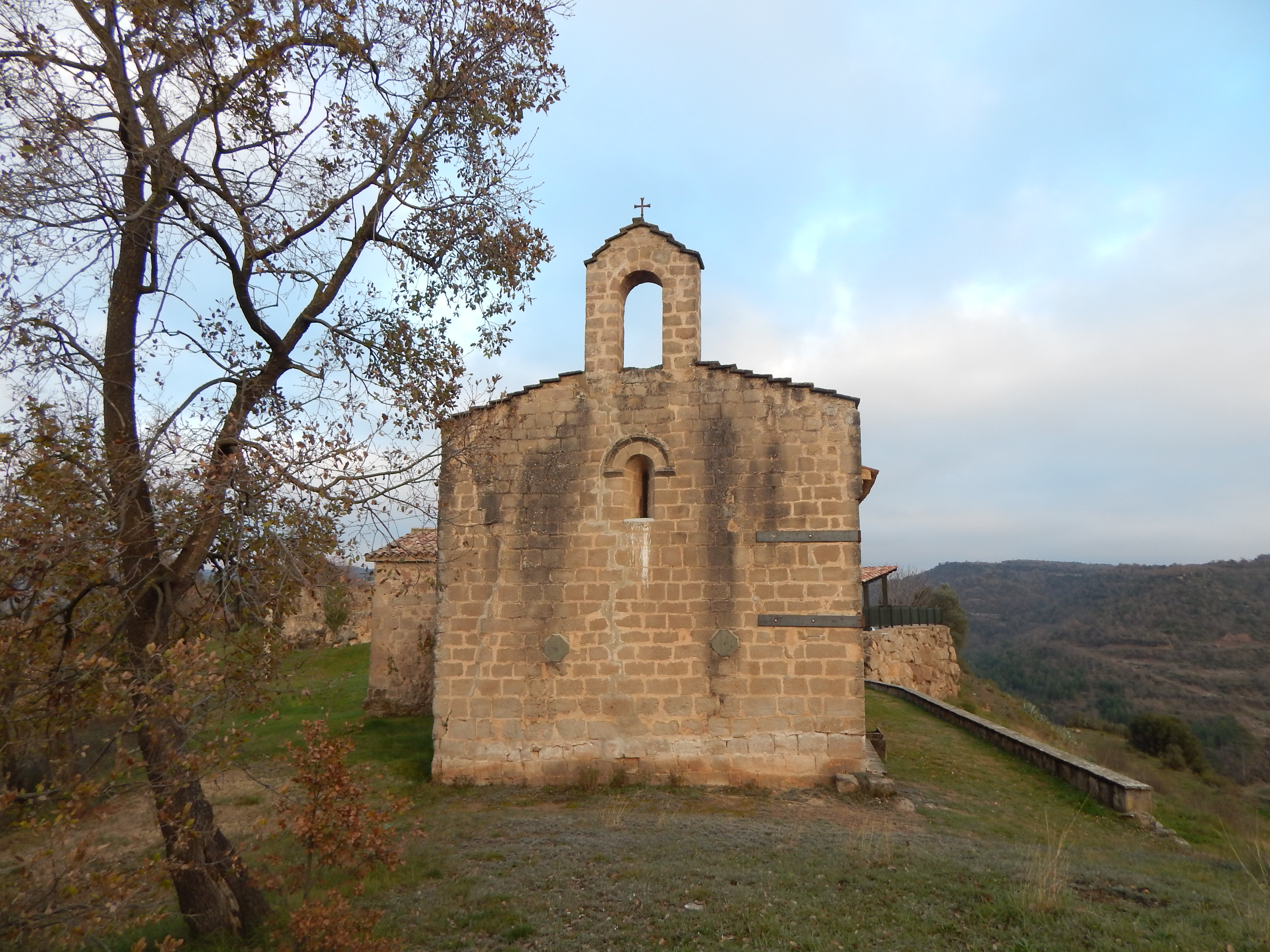
Part frontal de Sant Martí de Biure
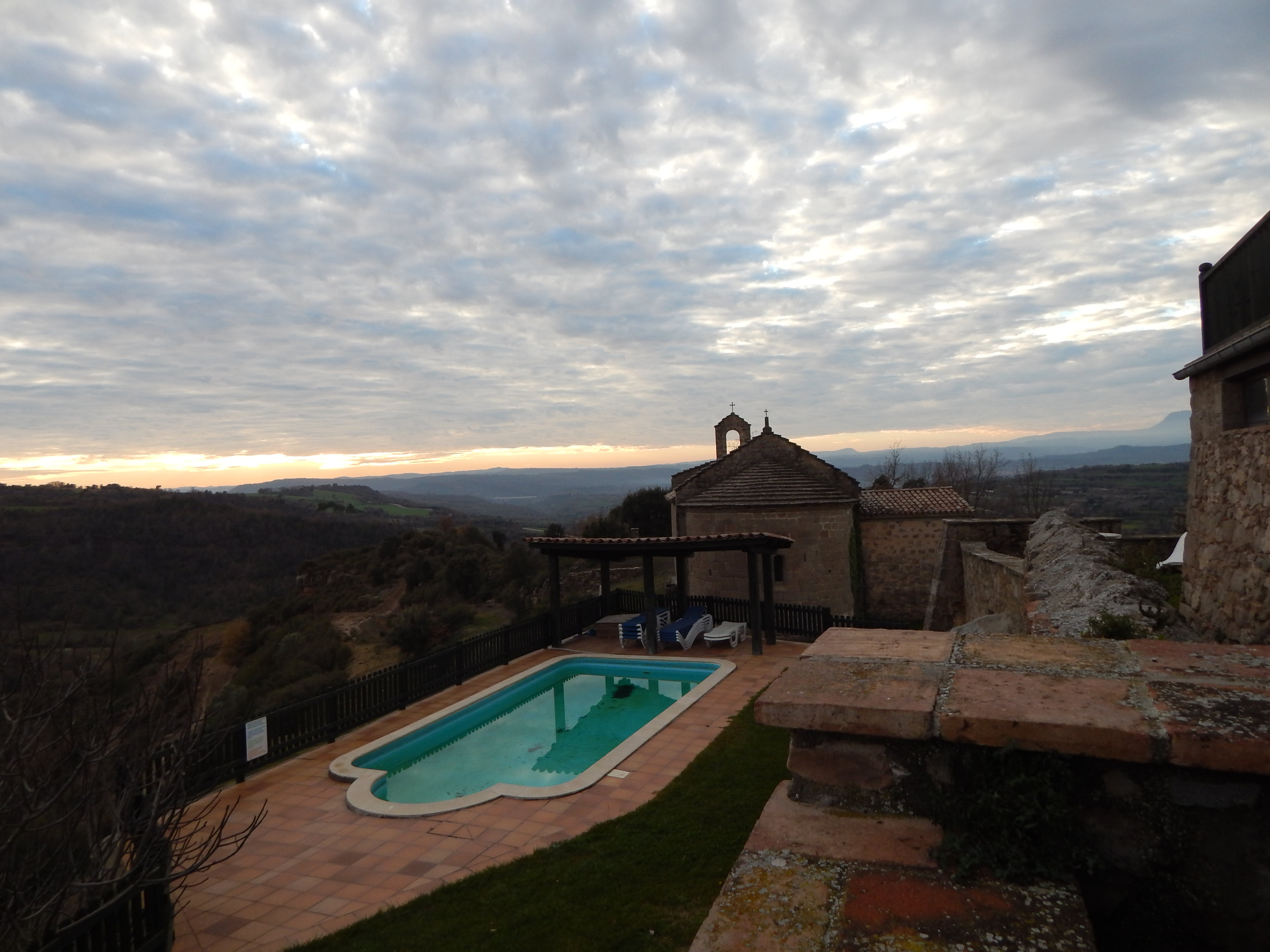
Sant Martí de Biure des de la Sala de Biure
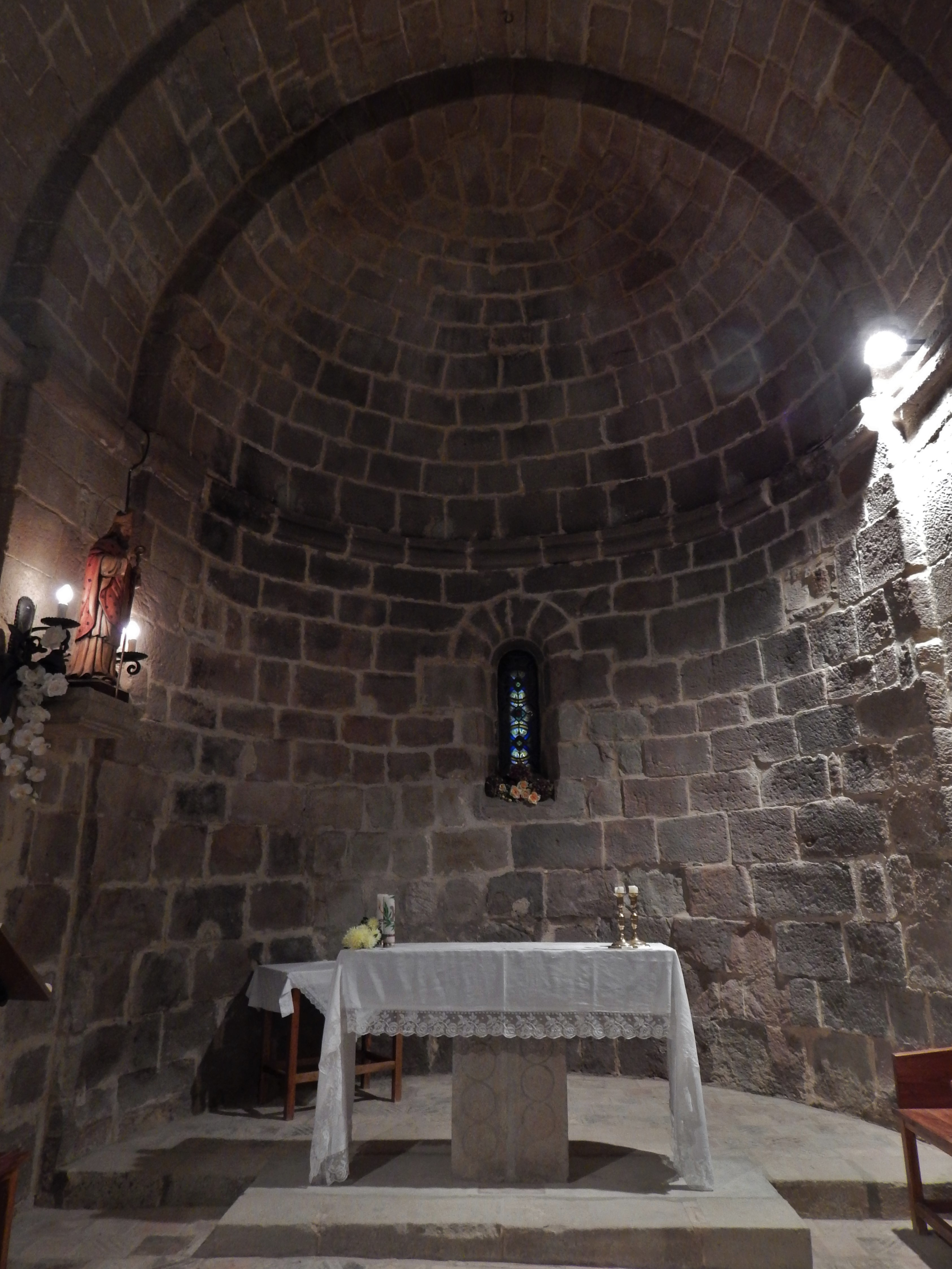
Altar de l'església i interior de l'absis
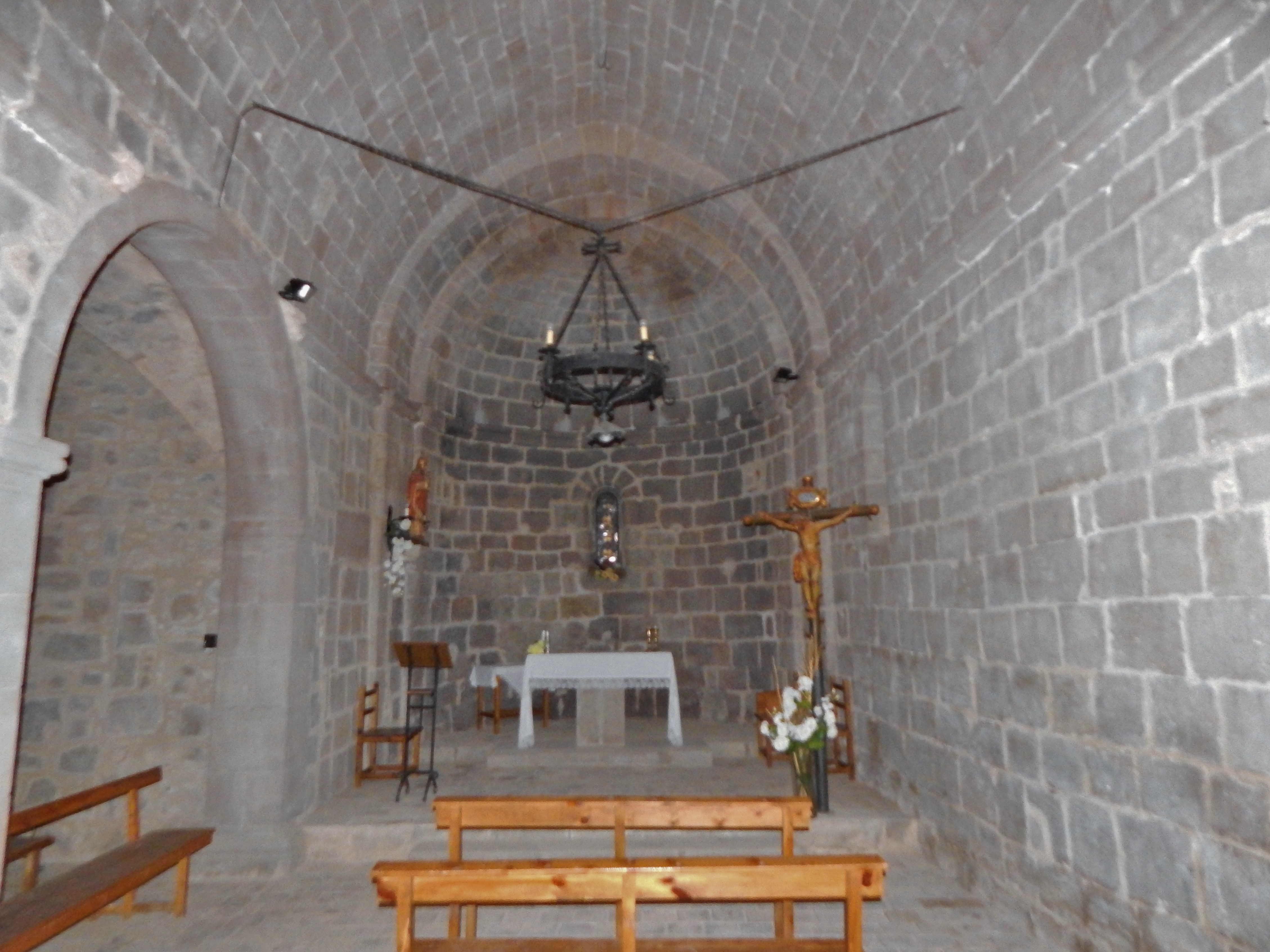
Nau central de sant Martí de Biure. Volta de canó apuntada
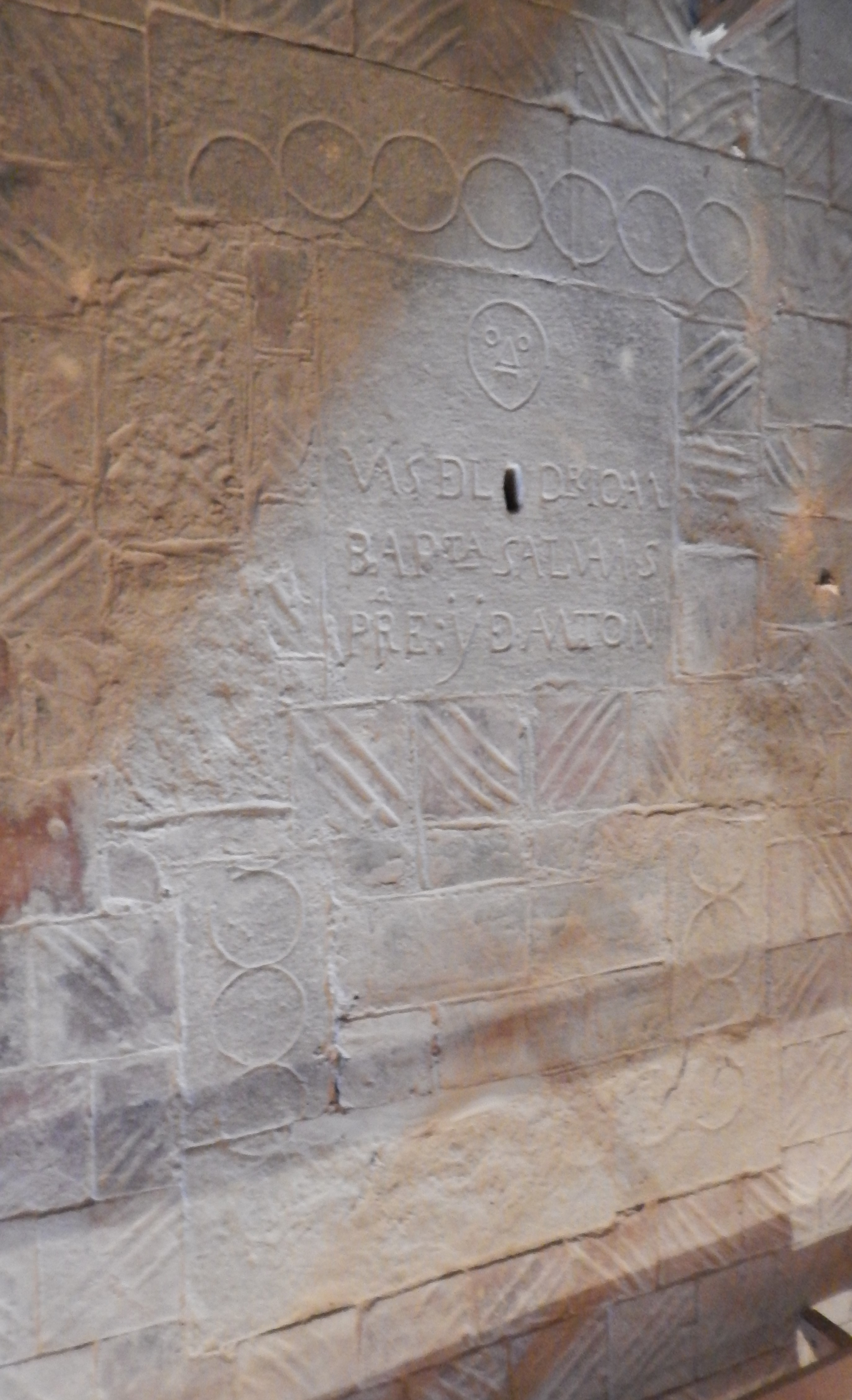
Sepultura al terra de Sant Martí de Biure
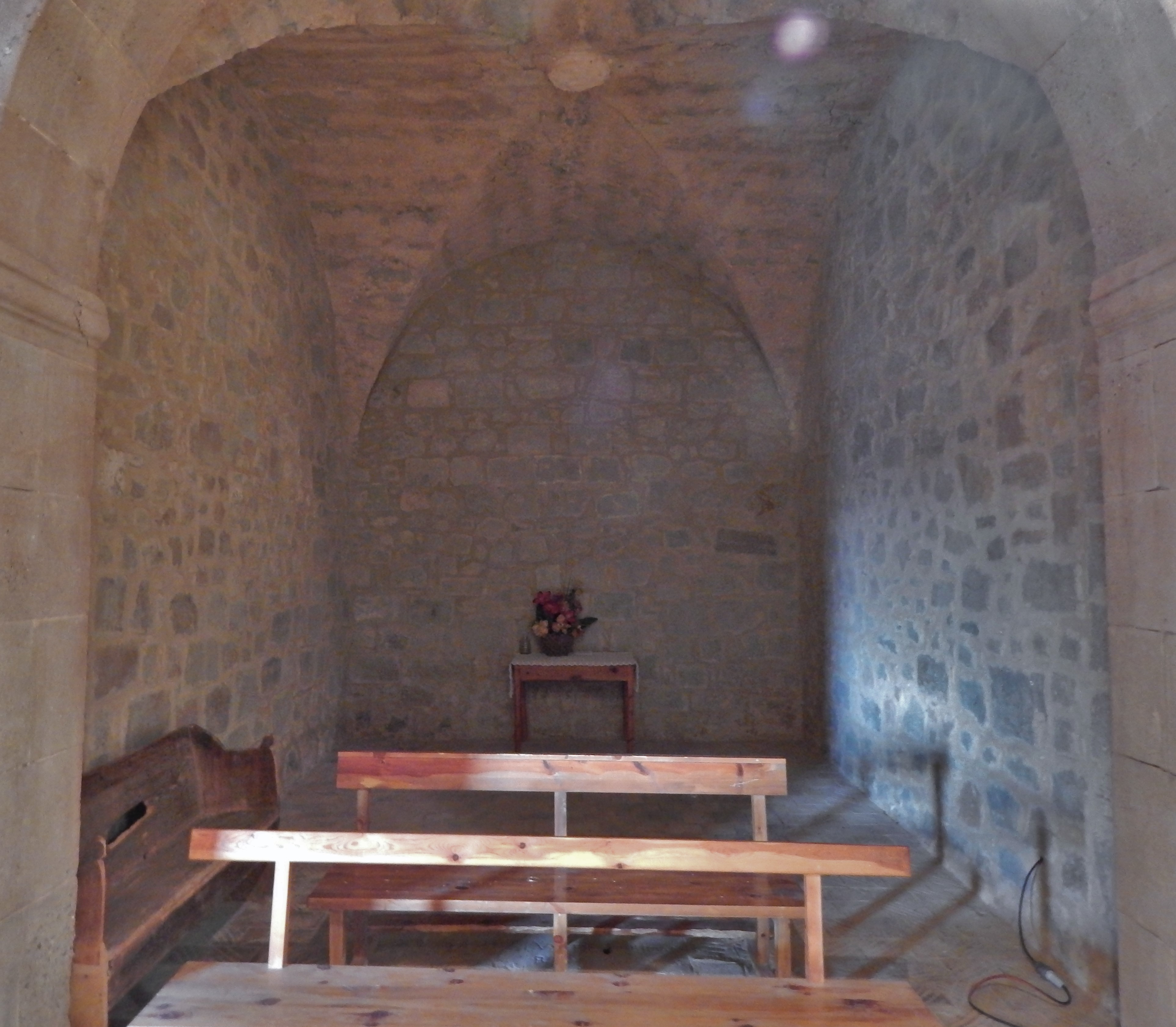
Sagristia de Sant Martíu de Biure
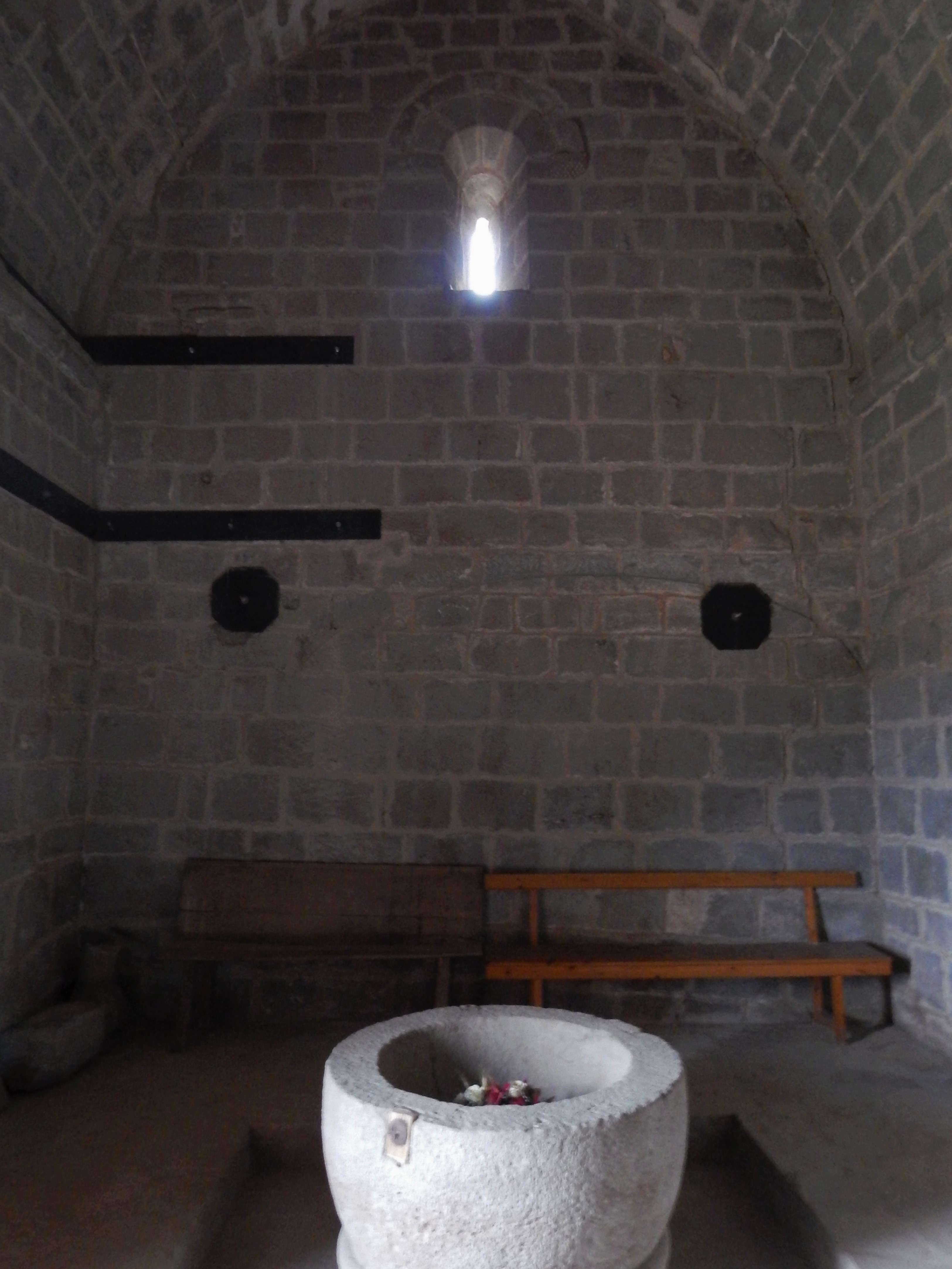
Pica beneïtera i finestra des de l'interior de façana oest de sant Martí de Biure
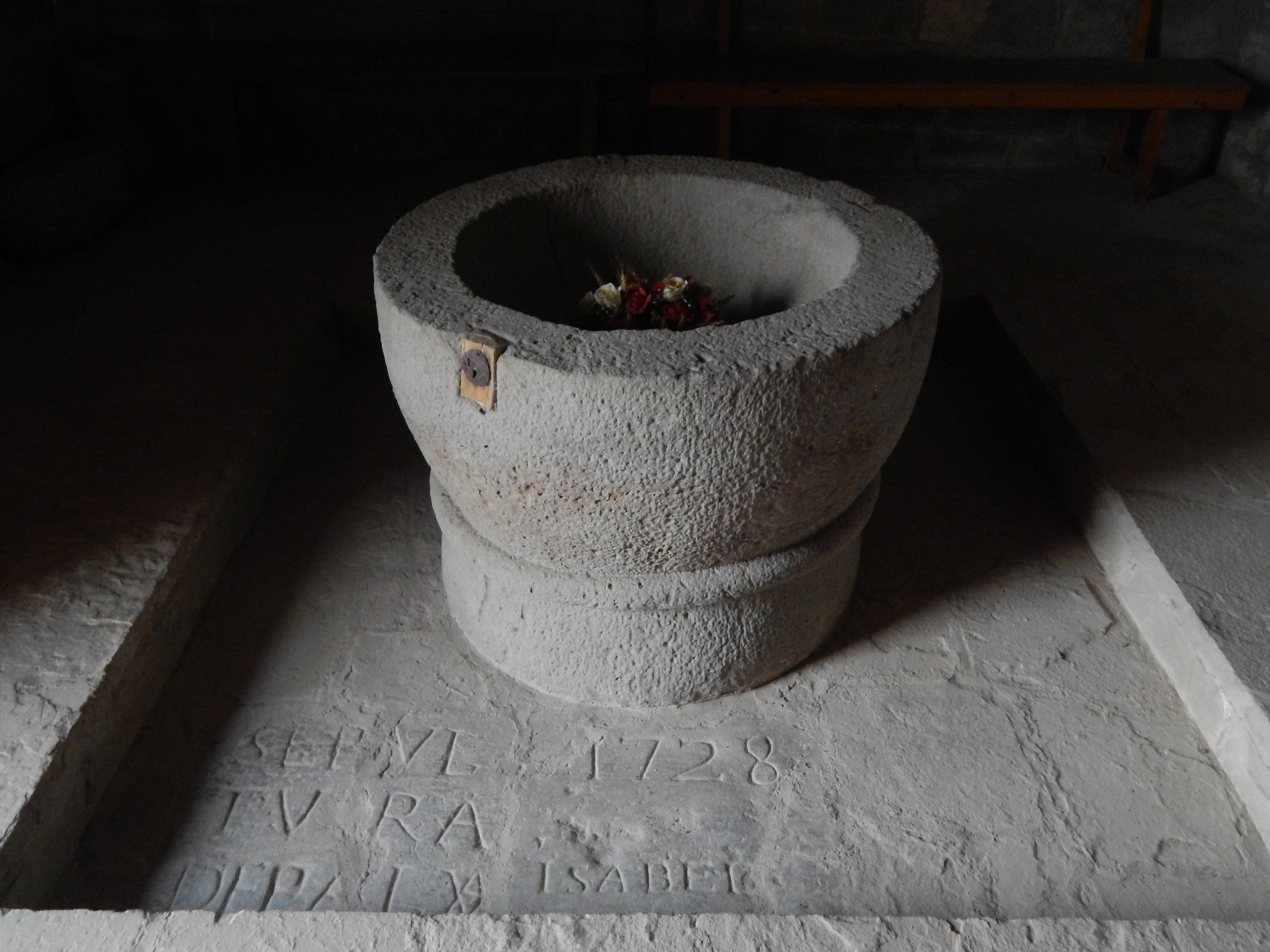
Pica beneïtera
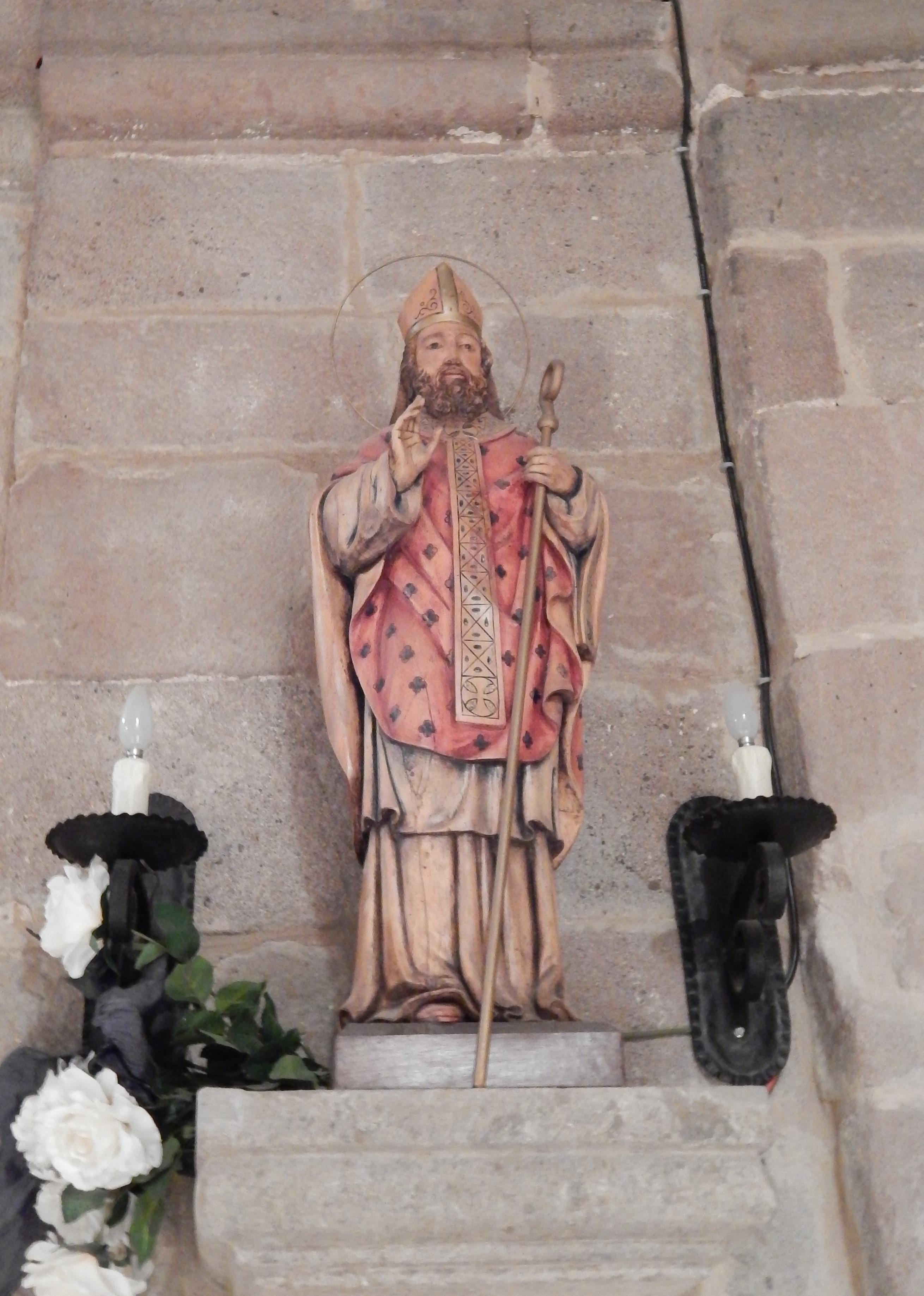
Imatge del sant
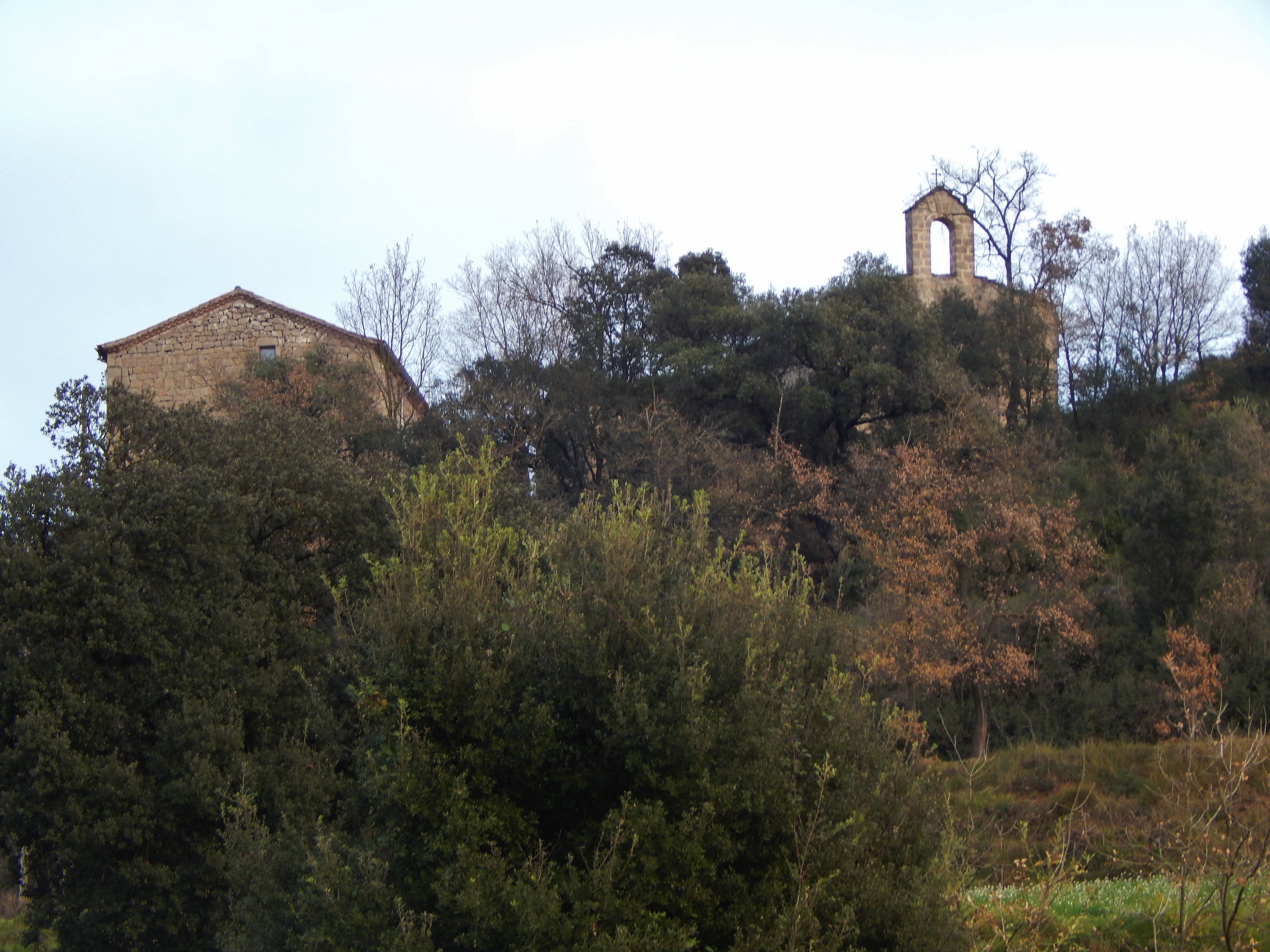
Sant Martí de Biure i la Sala de Biure dalt la serra de Biure